# Верден, Николай Григорьевич
Николай Григорьевич фон Верден (ум. 1712) — русский военачальник, генерал-поручик (1709), участник Северной войны.

## Биография
В 1700 году возглавил пехотный («солдатский») полк в дивизии князя А. И. Репнина, участвовал с ним в походе под Ригу в 1701 году. Вскоре переведен в драгуны и возглавил драгунский полк Ефима Гулица; при этом в пехоте остался солдатский полк его имени (позднее — полк Дедюта, затем Луцкий солдатский полк).
В 1702 году сражался при Гуммельсгофе, 12 ноября 1702 года переведён обратно в пехоту с производством в генерал-майоры.
В 1703 году взял Ямбург, в 1704 году участвовал в осаде Дерпта и Нарвы, в 1707 году — в осаде Быхова.
В 1708 году лишен команды над дивизией за опоздание к бою при Лесной, в 1709 году сражался при Полтаве, получил чин генерал-поручика.
Вышел в отставку по болезни в июне 1711 года накануне Прутского похода.